# Gratot
Gratot – miejscowość i gmina we Francji, w regionie Normandia, w departamencie Manche.
Według danych na rok 1990 gminę zamieszkiwało 581 osób, a gęstość zaludnienia wynosiła 54 osoby/km² (wśród 1815 gmin Dolnej Normandii Gratot plasuje się na 389. miejscu pod względem liczby ludności, natomiast pod względem powierzchni na miejscu 457.).